# Lista autorilor străini care au scris studii despre literatura română
Aceasta este o listă de autori străini care au scris studii despre literatura română.
- Gail Klingman
- Claude Karnoouh
- Rosa del Conte
- Amita Bhose
- Eva Behring
- Alexandra Laignel-Lavastine
- Katherine Verdery
- Tom Gallagher
- Klaus Heitmann
- Kim Song Ki